# Institutioneller Rassismus
Als institutioneller Rassismus (auch struktureller oder systemischer Rassismus) werden Rassismen bezeichnet, die von Institutionen der Gesellschaft, von ihren Gesetzen, Normen und ihrer internen Logik ausgehen, unabhängig davon, inwiefern Akteure innerhalb der Institutionen absichtsvoll handeln oder nicht. Er kann als ein Gegensatz zum personellen Rassismus verstanden werden, der sich beispielsweise im alltäglichen Rassismus und im Rechtsextremismus in Vorurteilen oder Gewalt ausdrückt.
Institutionellen Rassismus erfahren Menschen durch Ausgrenzung, Benachteiligung oder Herabsetzung in gesellschaftlich relevanten Einrichtungen wie beispielsweise:
- bei der politischen Beteiligung (Wahlrecht, fehlende Repräsentanz in politischen Einrichtungen)
- im Bildungssystem
- im Gesundheitssystem
- vor Gericht
- auf dem Arbeitsmarkt
- auf dem Wohnungsmarkt.

## Geschichte
Der Begriff wurde erstmals 1967 von Stokely Carmichael und Charles V. Hamilton in  ihrem Buch Black Power verwendet, einem grundlegenden Werk der Bürgerrechtsbewegung der Afroamerikaner (Black Power Movement). Da dieser Form von Rassismus nicht unbedingt ein Rassebegriff zugrunde liegt, kann hierbei oft auch von einem Rassismus ohne Rassen gesprochen werden. Laut der Psychologin Ute Osterkamp sind „rassistische Denk- und Handlungsweisen nicht Sache der persönlichen Einstellungen von Individuen, sondern in der Organisation des gesellschaftlichen Miteinanders verortet […], welche die Angehörigen der eigenen Gruppe systematisch gegenüber den Nicht-Dazugehörigen privilegieren.“

## Studien
In ihrer Untersuchung über institutionelle Diskriminierung konstatierten Mechthild Gomolla und Frank-Olaf Radtke, dass schlechtere Deutschkenntnisse von Migrantenkindern in Deutschland häufiger dazu führen, dass diese unangemessen in Sonderschulen eingewiesen werden – eine Schulform, die in der Regel schlechtere Voraussetzungen für das spätere Leben schafft. Auch bei der Schullaufbahnempfehlung (also der Grundlage für den Übergang in die Sekundarschule) werden sie aufgrund der institutionellen Logik tendenziell schlechter gestellt.
Eine Studie aus 2018 von Meike Bonefeld und Oliver Dickhäuser der Universität Mannheim belegte einen signifikanten Zusammenhang zwischen der Zuordnung eines türkischen Vornamens und einer schlechteren Benotung trotz gleicher Leistung.

## Intersektionelle Unterschiede
Laut Cátia Candeias zeigten sich Unterschiede, wenn man die Überschneidungen (Intersektionen) von Rassismus und Geschlecht betrachte. Männer erführen eher eine institutionalisierte Diskriminierung, Frauen eher eine interpersonelle Diskriminierung.

## Institutioneller Rassismus in verschiedenen Staaten

### Deutschland
2009 besuchte Githu Muigai, der UN-Sonderberichterstatter zu Rassismus, Deutschland und bemängelte Defizite im Kampf gegen den Alltagsrassismus in Politik und Gesellschaft. So werde in Deutschland immer noch Rassismus mit Rechtsextremismus gleichgesetzt und damit nicht ausreichend wahrgenommen. Dies sei Teil einer institutionellen Diskriminierung: „Polizei, Behörden und Gerichte müssen noch einiges tun.“ Als einen Schritt in die richtige Richtung bezeichnete der UN-Sonderberichterstatter die Einführung des Allgemeinen Gleichbehandlungsgesetzes (AGG). Das Gesetz sei jedoch noch reformbedürftig. Muigai forderte auch eine bessere personelle Ausstattung der Antidiskriminierungsstelle des Bundes. Kritisiert wurde auch die geringe Präsenz von People of Colour im öffentlichen Leben der Bundesrepublik und ihre geringe politische Teilhabe. Ein ausführlicher Bericht wurde im Februar 2010 vorgestellt. Mit Muigai besuchte nach 14 Jahren zum ersten Mal wieder ein UN-Sonderberichterstatter zu Rassismus die BRD.
Im Jahr 2013 stellte das Deutsche Institut für Menschenrechte einen latenten Rassismus bei den deutschen Polizeibehörden fest, anhand zum Beispiel Racial Profiling. Verbotenerweise legt mindestens ein Paragraf nahe, bestimmte Personengruppen besonderer Beobachtung und Kontrollen zu unterziehen.
Amnesty International attestiert im Juni 2016 dem Staat Deutschland, deutschen Sicherheitsbehörden, einen institutionellen Rassismus gegenüber Ausländern bzw. deutschen Bürgern mit ausländischen Wurzeln.
Die Generalsekretärin von Amnesty Deutschland Selmin Çalışkan beklagte im Juni 2016, es gebe deutliche Hinweise auf institutionellen Rassismus in deutschen Behörden. Damit meinte sie „das Unvermögen, alle Menschen angemessen und professionell zu behandeln, unabhängig von ihrer Hautfarbe, ihres kulturellen Hintergrunds oder ethnischen Herkunft“. Rassistische Hintergründe von Straftaten würden oftmals nicht erkannt.
Laut Amnesty-Referent und Sozialwissenschaftler Alexander Bosch zeigten wissenschaftliche Studien auf, dass Nichtweiße deutlich mehr von deutschen Polizeibehörden kontrolliert wurden als weiße Menschen, dies sei auch ein Anzeichen für institutionellen Rassismus. Daraufhin fällte im Februar 2017 der UN-Ausschuss für die Beseitigung der Rassendiskriminierung (CERD), ein kritisches Urteil in Deutschland existiere ein institutioneller Rassismus und die deutsche Polizei betreibe „Racial Profiling“.
Auch das Vorgehen der Behörden im Rahmen der Ermittlungen zur NSU-Mordserie, die jahrelang als „Dönermorde“ unaufgeklärt blieb, werden als Ausfluss institutionellen Rassismus kritisiert. Bei der neonazistischen Mordserie handele es sich nicht um drei Einzeltäter, sondern um ein komplexes Geflecht von Mord, neonazistischen Strukturen, strukturellem Rassismus und behördlichem Versagen.
In einem Bericht zum Jahr 2022 beklagte Amnesty International, dass der institutionelle und systemische Rassismus in der Bundesrepublik Deutschland nicht im Aktionsplan gegen Rechtsextremismus des Bundesinnenministeriums thematisiert werde. Im Mai stellte der Nationale Diskriminierungs- und Rassismusmonitor fest, dass Rassismus in Deutschland zum Alltag gehöre.

### Schweiz
Laut einem im Oktober 2022 vom UN-Menschenrechtsrat vorgestellten Bericht bestehe in der Schweiz zwar ein Bewusstsein für strukturellen Rassismus, dieser sei aber nach wie vor vorhanden. Demnach erfahren Kinder afrikanischer Abstammung („of African descent“) etwa bei der Polizei und im Justizwesen systemischen Rassismus, so durch die Praxis des Racial Profiling.

### Israel
Human Rights Watch kritisierte Israel, dass die Kürzungen des Kindergeldes für Eltern, die keinen Wehrdienst geleistet haben, arabische Kinder diskriminierten: „Diese Kürzungen werden auch die Kinder von ultra-orthodoxen Juden treffen, die keinen Wehrdienst leisten; diese haben jedoch Anspruch auf zusätzliche Unterstützungen wie Bildungszuschüsse, die palästinensisch-arabische Kinder nicht bekommen können.“

### Kanada
Die Aktionsgruppe Indianer und Menschenrechte berichtet über systemischen Rassismus im kanadischen Justizsystem, bei der Polizei (Mounted Police RCMP), in den Gerichten und Gefängnissen und bezieht sich dabei unter anderem auf Aussagen von Sicherheitsminister Bill Blair, New Brunswicks Premier Blaine Higgs und dem NDP-Abgeordneten Charlie Angus. Ein Indiz für den systemischen Rassismus bei der RCMP sei die Tatsache, dass 36 % der Todesschüsse, die durch „Mounties“ ausgeführt wurden, Angehörige indigener Gruppen trafen, obwohl Indianer und Inuit nur 4 % der Bevölkerung stellen.

### Südafrika
Die in Form von Rechtsvorschriften fixierte Apartheid in Südafrika war eine Extremform des institutionellen Rassismus.  Seit dem 30. November 1973 gilt Apartheid gemäß der Internationalen Konvention über die Unterdrückung und Bestrafung des Verbrechens der Apartheid als „Verbrechen gegen die Menschlichkeit“.

## Kritik am Konzept
Der Historiker Vojin Saša Vukadinović kritisiert, dass die Annahme eines strukturellen Rassismus in der identitätspolitischen Debatte mehr Schaden anrichte, als dass sie nütze: Statt klar benennbarer einzelner Ungerechtigkeiten werde eine alles umfassende Sphäre von Ungleichheit angenommen, in der der Rassismus „ins Theologische entrückt“ werde: Rassismus werde als Primärmerkmal der Gesellschaft hingestellt, was ihrer Rassifizierung Vorschub leiste. Vukadinović kritisiert die unreflektierte Übertragung des Konzepts aus den USA, wo Menschen tatsächlich staatlich nach „race“ eingeteilt werden, auf die modernen Staaten Europas, wo es, anders als etwa im NS-Staat oder im südafrikanischen Apartheidsregime, schwieriger sei, von rassistischen Strukturen bzw. Institutionen zu sprechen. Wie genau diese Strukturen bzw. Institutionen einzelne Individuen privilegieren oder diskriminieren würden, werde von der Critical Race Theory, die dies Konzept verwendet, nie im Einzelnen aufgezeigt. Vielmehr werde die Zugehörigkeit zu Teilgruppen wie Weiße oder People of color essenzialistisch überhöht: Weißen werde allenfalls die Rolle von Verbündeten im Kampf gegen Rassismus zugewiesen, wobei sie stets ihre eigene Verantwortung innerhalb der rassistischen Strukturen zu reflektieren hätten. Die Möglichkeit, als Individuen im Sinne eines universalistischen Kampfs für Menschenrechte einzutreten, werde ihnen abgesprochen, sie würden immer nur als „Repräsentanten einer ihnen stets vorangehenden rassistischen Ordnung“ betrachtet.